# Elisabeth Dörler
Elisabeth Dörler (* 19. Mai 1959 in Bregenz; † 18. Dezember 2013 in Dornbirn) war eine österreichische Theologin und Mitglied eines Säkularinstituts der römisch-katholischen Kirche.

## Leben
Elisabeth Dörler, Tochter des Gemeindearztes von Lauterach, studierte katholische Theologie an der Leopold-Franzens-Universität Innsbruck. Nach der Sponsion zur Magistra für selbständige Religionspädagogik am 10. Juli 1982 war sie in verschiedenen Vorarlberger Gemeinden als Pastoralassistentin und Religionslehrerin tätig.
Im Jahre 1986 trat sie in das Werk der Frohbotschaft Batschuns ein und war von 1987 bis zum Jahre 1995 als Pädagogische Mitarbeiterin im Bildungshaus Batschuns tätig. Während dieser Zeit legte sie im Jahre 1990 die ersten Versprechen ab und begann mit Veranstaltungen zum christlich-islamischen Dialog. Von 1991 bis 2001 war Dörler Mitglied der Liturgischen Kommission der Österreichischen Bischofskonferenz.
Von 1995 bis 2003 wirkte Elisabeth Dörler als Auslandsseelsorgerin und Religionslehrerin am St. Georgs-Kolleg in Istanbul und erwarb am 19. September 1997 das Sprachdiplom für Türkisch an der Universität Ankara. Im Wintersemester 1997/1998 und im Sommersemester 1998 war sie Gasthörerin an der Theologischen Fakultät der Marmara-Universität in Istanbul. Die ewigen Versprechen legte Dörler im Jahre 1999 ab.
Am 17. Februar 2003 wurde sie an der katholischen Fakultät der Eberhard Karls Universität Tübingen zum Doktor der Theologie promoviert. Seit Herbst 2003 war sie Leiterin des Christlich–Muslimischen Forums.
Vom 1. Dezember 2003 bis zum 27. Oktober 2013 war Dörler Islam-Beauftragte der Diözese Feldkirch, ab 2007 Lehrbeauftragte an der Universität Innsbruck zum Thema Islam. 2012 erkrankte sie und beendete ihre Lehrtätigkeit.
Kurz vor ihrem Tode am 18. Dezember 2013 wurde sie am 26. Oktober vom Vorarlberger Landeshauptmann Markus Wallner mit dem Ehrenzeichen des Landes Vorarlberg in Silber ausgezeichnet. Sie wurde am 23. Dezember 2013 auf dem Friedhof Dornbirn-Rohrbach bestattet.

## Werke (Auswahl)

### Publikationen in Buchform
- Die Entwicklung der katholischen Hochschulgemeinde Innsbruck seit 1945 (= Beiträge zur österreichischen Studentengeschichte, Band 8), Österreichischer Verein für Studentengeschichte, Wien 1983, (zugleich Innsbruck 1982, Hochschulschrift, Diplomarbeit Universität Innsbruck, in: ÖB, 1982, Heft 21, Nummer 35).
- Verständigung leben und lernen. Am Beispiel von türkischen Muslimen und Vorarlberger Christen. Die Herausforderung der türkischen Muslime an die katholische Erwachsenenbildung in Vorarlberg, Die Quelle, Feldkirch 2003, ISBN 3-85241-006-1.

### Beiträge in Sammelwerken
- Religiöse Werte und Grundeinstellungen im Islam und Christentum II, in: Akademie für Sozialarbeit Vorarlberg (Bregenz) (Hrsg.), Christian Hörl (Redaktion), Das Zusammenleben aktiv gestalten! - Integration von MigrantInnen in Vorarlberg - ein Symposion. Tagungsband. Dokumentation des Symposions Integration von MigrantInnen in Vorarlberg 15./16. September 2000 Bregenz, (= Schriften der Akademie für Sozialarbeit Vorarlberg, Band 7), Bregenz, 2001, S. 114–118.
- Der Islam in Österreich, in: Peter Hünseler (Hrsg.), Im Dienst der Versöhnung. Für einen authentischen Dialog zwischen Christen und Muslimen, Regensburg 2008, ISBN 978-3-7917-2128-6, S. 207–222.
- Voraussetzungen und Stolpersteine für den interreligiösen Dialog. Eine Praxisbeobachtung aus christlicher Sicht in Österreich, in: Wolfgang Palaver (Hrsg.), Roman Siebenrock (Hrsg.), Dietmar Regensburger (Hrsg.), Westliche Moderne, Christentum und Islam. Gewalt als Anfrage an monotheistische Religionen (= Series Edition Weltordnung, Religion, Gewalt, Band 2, The Innsbruck University Press in series), Innsbruck 2008, ISBN 978-3-902571-59-5, S. 253–256.
- zusammen mit Matthias Scharer, Gallegos Sánchez, İsmayil Tokmak, „Da haben wir das Minarett niedriger gebaut“ − zur ambivalenten Wirkmacht von Religionssymbolen in der säkularen Öffentlichkeit, in: Daniela Kästle (Hrsg.), Martina Kraml (Hrsg.), Hamideh Mohagheghi (Hrsg.), Heilig - Tabu. Christen und Muslime wagen Begegnungen (= Kommunikative Theologie, Band 13), Ostfildern 2009, ISBN 978-3-7867-2784-2, S. 201–220.
- Vom bosniakischen zum österreichischen Islam. Pluralismus und Islam in Österreich, in: Peter Hünseler und Salvatore Di Noia (Hrsg.), Kirche und Islam im Dialog, Regensburg, 2010, ISBN 978-3-7917-2216-0, S. 262–282.
- Aus dem Alltag des Zusammenlebens in Vorarlberg, in: Wolfram Karl (Hrsg.), Religionsfreiheit im Zeichen der Globalisierung und Multikulturalität. Symposion am Österreichischen Institut für Menschenrechte in Salzburg am 6. Juli 2012 anlässlich des 25-jährigen Bestehens des Instituts (= Schriften des Österreichischen Instituts für Menschenrechte, Band 11, Grund- und Menschenrechte), Wien 2013, ISBN 978-3-7097-0003-7, S. 171–175.

### Vorträge
- Zur Situation der christlichen Minderheiten in der Türkei Vortrag in der Evangelischen Akademie Berlin anlässlich der Fachtagung Religionsfreiheit im Kontext von Christentum und Islam in Kooperation mit dem Islamisch-Christlichen Arbeitskreis (ICA) vom 5. bis 7. September 2004